# 서로2로
서로2로(Seoro 2-ro)는 인천광역시 서구 당하동(행정동 아라동) 491-2와 인천광역시 서구 아라동 인천아라고등학교 앞을 잇는 도로이다.

## 연혁
- 2020년 4월 20일: 도로명으로 서로2로를 고시
- 2022년: 개통

## 주요 경유지
인천광역시
- 서구 (아라동)

## 주요 건물 및 시설
- 인천아라중학교 (인천광역시 서구 서로2로 50)
- 인천아라고등학교 (인천광역시 서구 서로2로 62)